# 塗師村
23°30′27″N 120°17′12″E / 23.50750°N 120.28667°E
塗師村位於中華民國臺灣嘉義縣六腳鄉中部偏東，東接雙涵村、南接蒜頭村、溪厝村、西接潭墘村、北接三義村，全村分為五個主要聚落：大塗師、檳榔宅、竹圍仔、三姓王和北圳。
面積約1.59平方公里，行政區包含12個鄰，270戶，人口數為732人。區內的九玄宮、福安宮、龍鳳宮、龍鳳井、文昌祠為該村景點。

## 地理
坐落於嘉南平原上嘉義縣六腳鄉，東接雙涵村、南接蒜頭村、溪厝村、西接潭墘村、北接三義村，全村分為五個主要聚落；大塗師、檳榔宅、竹圍仔、三姓王和北圳。

## 聚落歷史
塗師村開拓年代可追溯至明朝年間，最早稱為「土獅子」。村內主要有五個聚落，以大塗師聚落為最大，北圳聚落是侯姓為主的宗族聚落。
早期居民普遍以務農維生，主要種植花生、稻米、玉米、蔬菜等作物，村民雖多以農耕為主，但另有竹編技藝作為家家庭共同的副業。竹編的主要原料為刺竹、桂竹，製成之成品如如竹簍。竹簍等竹編品大多批發至朴子、北港、四湖、元長、水林等各地商店銷售。
現在為高齡化農村型社區，農業區域占全村90%以上。近年農業轉向精緻農業。

## 教育
此區區內沒有學校，校區於蒜頭國小和六嘉國中。

## 文化資源
塗師村內有三座宮廟:九玄宮、福安宮、龍鳳宮。
- 九玄宮：主祀神明為九天玄女，陪祀神明為土地公和註生娘娘，寺廟性質為道教民間寺廟

- 福安宮：主祀神明土地公。建立於1909年，日治時期明治42年，為道教民間寺廟。

- 龍鳳宮: 主祀神明有觀世音菩薩、廣澤尊王、九天玄女、天上聖母，陪祀神明為土地公。於1980年創立，主祀神明由福建鳳山寺請回。為一道教民間寺廟[4][5][6]。

## 景點
塗師村內有兩個主要景點：
- 龍鳳井：為一口建立三百多年的古井，整座井由俗稱「壓船石」的紅磚塊堆疊而成。當地人世代相傳，只要將這口被觀音佛祖下旨封為「龍鳳井」的古井中乾淨的井水拿來插香祭拜，井水會散發濃濃藥香，病人喝下，有助改善病情，此井坐落於塗師村北圳聚落的中心，侯氏古厝北方。

- 文昌祠：又稱聖人公祠，位於塗師村北圳聚落東北邊，供奉一位於光緒年間受禮聘教育北圳聚落學子，卻因為過度辛勞不幸英年早逝的林姓老師。林姓老師移回故鄉新港鄉溪北村安葬，當地人為感念老師的功勞，遂蓋一間面向溪北方向的小祠，牌位書寫“聖人先師”供奉。於民國50年(1961年)原址修復重建[7][3]。

## 其他特色(ex特殊產業、相關文學影視作品、出身名人)
產業:
- 竹編藝術: 早期村民雖多以農耕為主，但另有竹編技藝作為家家庭共同的副業，但隨著塑膠產品的普及，此一傳統技藝已漸漸沒落、失傳。

出身名人：
- 劉啟光(1905~1968)：字明遠，本名侯朝宗。日治明治38年(1905年)出生於大塗師聚落。抗日名人，經常發表公開演說反對日本財閥剝削農民。民國16年(1927年)，被逮捕禁錮，出獄後，仍以不屈不撓、繼續發表反日言論。在日本計畫逮捕之際，得朴子西醫師林瑞西及摯友李天生等人掩護與資助下逃亡中國。返國後易名劉啟光，擔任新竹縣長和華南銀行董事長，於二二八事件中協助國民政府清鄉。晚年失意於政壇，自號了然居士。民國57年(1968年)因心臟病發逝世，享年64歲[8][9]。